# Antonio Sureda
Antonio Sureda (Buenos Aires, Argentina, 4 de octubre de 1904 – ídem 23 de junio de 1951) fue un bandoneonista, compositor y director de orquesta dedicado al género del tango.

## Actividad profesional
Aprendió a tocar el bandoneón con el músico Julián Divasto (o Di Basto), ejecutante que pertenecía a la llamada generación del 10; aproximadamente en 1920 integró con el violinista Antonio Arcieri y el pianista Aquilino el Trío América que arrancó debutando en el cine Londres Palace, de la Avenida Coronel Díaz y trabajando luego por más de un año en distintos escenarios. Después organizó con el violinista Oscar Valpreda y el pianista Alpredi, el Trío Del Plata para trabajar en el Cine del Plata, ubicado en el barrio de Boedo amenizando la proyección de películas sin sonido y, más adelante, en Radio Cultura, que, creada en 1921, por el empresario Federico del Ponte. Se trataba de una las primeras radioemisoras del país, emitía mayoritariamente música clásica, pero también tenía programas de música popular, editaba una revista propia de distribución gratuita y después de la regulación estatal de noviembre de 1923, pasó a ser LOX Radio Cultura. Sin dejar esta radio, durante siete meses Sureda trabajó también como bandoneonista de un conjunto de Adolfo Avilés, que actuaba en LOZ Radio Sudamérica. El conjunto, que pasó a llamarse Trío Sureda, trabajó animando los entreactos o acompañando las proyecciones de películas sin sonido en salas cinematográficas y asimismo en distintas radios porteñas. 
A comienzos de 1939 participó con su conjunto en Radio Belgrano del memorable ciclo llamado El tango de oro, con libretos de Homero Manzi y la concurrencia de conjuntos típicos como los dirigidos, entre otros, por Roberto Zerrillo y Roberto Firpo.
Otros cantantes que estuvieron con los conjuntos de Sureda pueden mencionarse además de Santiago Devin a Juanita Larrauri, Roberto Maida (con la orquesta, en 1942), Eduardo Márquez, Agustín Volpe y Alberto Tagle; entre los músicos se recuerda a Ángel Condercuri, Jorge Dragone, Carlos Figari y Damián Ficarra.
Sureda organizó y dirigió por poco tiempo una orquesta típica y musicalizó la película Su nombre es mujer , dirigida por Julio Irigoyen, en 1940. El filme fue producido por Buenos Aires Film, una empresa dirigida por Julio Irigoyen que se caracterizaba por producir filmes clase “C” de muy bajo presupuesto y poca calidad artística, que en general eran historias con los personajes característicos de la ciudad: guapos prostitutas, cantores de tango, jugadores en oscuros cafetines, hipódromos y salones aristocráticos. La mayoría eran películas de gauchos o típicamente porteñas, con tango o con canciones de tierra adentro.

## Labor autoral
Paralelamente a sus actuaciones dio a conocer sus primeras composiciones, entre las cuales los valses Amor y sacrificio  con letra de Celedonio Flores, Ilusión marina con letra de su hermano menor Jerónimo y A su memoria   al que alrededor de 1925 puso letra Homero Manzi que grabó Ignacio Corsini en 1926 pero que se convirtió en un gran éxito con las versiones que en 1931 hicieron Santiago Devin, la Orquesta Típica Brunswick cantando el estribillo Teófilo Ibáñez, la orquesta de Francisco Lomuto con el estribillo a cargo de Fernando Díaz, Alberto Gómez y Francisco Canaro con estribillo por Charlo. Estas obras tuvieron gran repercusión y lo convirtieron en un músico requerido por el público, especialmente cuando el Trío acompañó al cantor Santiago Devin (Devincenzi).
Además de las composiciones citadas, se recuerdan especialmente el vals Nido de amor , llevado al disco por Ignacio Corsini así como el tango Dos amores . Otras obras suyas fueron la milonga Cacareando que, además de Sureda, grabaron la Orquesta Típica Victor y Charlo, los valses Barreras de amor , Adiós juventud, Amor de payaso, A oscuras, Barreras de amor, que grabó Roberto Firpo, Botellero que grabó en 1926 Libertad Lamarque, Callecita del suburbio, Ciudad de mis sueños, Amor de payaso, Ensueño, Decime adiós, Gorrión, Nunca es tarde, Para la muchachada, Plegaria, Quiero que me quieras, Ronda del querer, Te quiero mucho más, Valsecito de antes y Volvió la princesita'; los tangos Mala suerte, Nunca, Quién te ha visto y quién te ve; el pasodoble Juanillo y la zamba Vincha bruja. La mayoría de estas composiciones llevan  letras de su autoría o de su hermano Gerónimo, otras, las tienen de Homero Manzi, Celedonio Flores o Cátulo Castillo. También es de su autoría el vals Venga de donde venga, cuya música fue utilizada en la muy difundida propaganda del analgésico Geniol.

## Grabaciones
Antonio Sureda grabó por primera vez para la discográfica Odeon Nacional el 17 de diciembre de 1931 con el vals A su memoria, en el que acompaña al cantor sólo con su bandoneón y la zamba Vincha bruja, donde aparece al frente de un cuarteto. El 9 de septiembre de 1932 registró el tango Dos amores y el pasodoble Juanillo, con Sureda acompañando con su trío. En los cuatro temas el cantor era Santiago Devin y las obras son de autoría de Sureda. En 1936 Sureda registró dos de sus temas, Barreras de amor y Dos amores; el 7 de septiembre de 1942, al frente de una orquesta típica grabó la milonga Para la muchachada y el tango Yo te bendigo con la voz de un cantor no identificado.
Antonio Sureda falleció en Buenos Aires el 23 de junio de 1951.